# Tô Uy
Tô Uy (chữ Hán: 蘇威, 542 - 623), tên chữ là Vô Uý (無畏), nguyên quán ở huyện Vũ Công, quận Kinh Triệu, là đại thần dưới thời Bắc Chu, nhà Tuỳ và nhà Đường trong lịch sử Trung Quốc.

## Thời Bắc Chu
Tô Uy là con trai của Tô Xước, đại thần thời Tây Ngụy, vốn phục vụ Thượng trụ quốc Vũ Văn Thái, người nắm toàn bộ quyền lực trong triều đình Tây Ngụy, được phong tước Mĩ Dương huyện công. Năm 547, Tô Xước qua đời, khi đó Tô Uy mới 5 tuổi, được tập tước công của cha, sau đó được phong làm Công tào Sĩ quận.
Năm 556, con trai của Vũ Văn Thái là Vũ Văn Giác cướp ngôi Tây Ngụy, tự xưng Bắc Chu Hiếu Mẫn Đế, lập ra nhà Bắc Chu. Tuy nhiên trong những năm ấy, quyền lực thực sự nằm trong tay anh họ của Hiếu Mẫn Đế là Tấn công Vũ Văn Hộ. Vũ Văn Hộ sau đó liên tiếp sát hại hai hoàng đế Bắc Chu. Thấy Tô Uy có tài, Vũ Văn Hộ mến phục, đem con gái là Tân Hưng quận chúa gả cho. Tuy nhiên thấy Vũ Văn Hộ chuyên quyền, sợ mình cũng sớm bị tai họa, bèn bỏ trốn lên núi. Người chú của ông (không rõ tên) tìm cách bức ép, ông đành phải trở về, cuộc hôn nhân bị bãi bỏ.
Sau đó, Tô Uy được triều đình phong làm Sử Trì tiết, Xa kị đại tướng quân, Nghi đồng tam ti, đổi phong làm Hoài Đạo huyện công. Về sau, Bắc Chu Vũ Đế diệt Vũ Văn Hộ, nắm được quyền lực, lại phong Uy làm Sảo Bá hạ đại phu. Nhưng sau đó ông lấy cớ có bệnh từ chức. Em gái cùng cha của ông lấy Dương Hùng, nguyên quán ở Hà Nam. Hùng không được lòng người Đột Quyết, Đột Quyết sai sứ tới triều để xin bắt Hùng và vợ con lên phía bắc. Tô Uy bèn bán hết của cải để chuộc em gái mình ra, tránh để em bị liên lụy.
Năm 579, Bắc Chu Tuyên Đế lên ngôi, sách phong Tô Uy Khai phủ.

## Thời Tùy Văn Đế
Cuối thời Bắc Chu, ngoại thích Dương Kiên cầm quyền, có ý cướp ngôi. Thân tín của Kiên là Cao Quýnh tiến cử Tô Uy với Dương Kiên. Dương Kiên ra lệnh triệu ông vào phủ, thủ dụ theo mình. Được vài tháng, biết Dương Kiên chuẩn bị bắt vua Chu nhường ngôi, bèn bỏ trốn về vườn. Cao Quýnh xin đuổi theo, Dương Kiên cho rằng Tô Uy không muốn tham gia vào việc làm của mình vì sợ bị liên lụy nếu mình thất bại, và thôi không cho đuổi theo nữa.
Năm 581, Dương Kiên lên ngôi, tức là Tùy Văn Đế, cho mời Tô Uy về, phong Thái tử thiếu bảo, truy tặng cha ông làm Bi Quốc công thực ấp 3000 hộ, cho ông kế tự vào tước quốc công. Sau đó lại phong thêm chức Nạp ngôn, Dân Bộ thượng thư. Tô Uy dâng biểu từ nhượng, Văn Đế cố gắng thuyết phục, ông bằng lòng.
Tô Uy lại tâu xin Văn Đế cho giảm nhẹ sưu thuế và lao dịch và thực hành tiết kiệm, Văn Đế nghe theo. Những năm đầu tiên thời Tùy Văn Đế, Tô Uy cùng Cao Quýnh trở thành hai đại thần được tín nhiệm nhất, nắm quyền trong triều.
Có lần Văn Đế giận về một người, muốn giết đi. Tô Uy cho rằng người đó bị oan, nên lên tiếng can ngăn. Văn Đế không nghe, ông quỳ giữa điện không về để khuyên can. Văn Đế có ý bỏ ra ngoài, ông vẫn quỳ ở đó. Văn Đế khen ngợi ông, ban cho ngựa và hơn vạn tiền. Sau đó, Văn Đế phong thêm cho ông làm Đại lý tự khanh, Kinh Triệu doãn, Ngự sử đại phu. Sau đó, ông vâng lệnh Văn Đế, chế ra luật định của triều Tùy (Khai Hoàng luật lệnh). Có đại thần là Lương Bì thấy Tô Uy được lãnh năm chức, mà không cử người hiền nào thay thế, cho ông là người tham quyền lực, ghét nhân tài, bèn dâng biểu tố cáo, nhưng Văn Đế vẫn tín nhiệm Tô Uy.
Sau đó, Văn Đế tước chức Thiếu Bảo, Ngự sử đại phu của ông, phong thêm làm Thượng thư bộ hình. Tô Uy và Cao Quýnh một lòng phó tá Văn Đế, góp phần lớn vào thịnh trị đời Khai Hoàng. Sau đó, ông được phong lại làm Nạp ngôn, đổi làm Thượng thư bộ lại rồi Lĩnh quốc tử tế tửu.
Năm 589, ông được phong Thượng thư hữu bộc xạ. Cùng năm, do mẹ bị bệnh, ông xin từ quan. Văn Đế khen ông là người có hiếu, đáng được bổ dụng, do đó vẫn giữ ông lại trong triều. Cùng năm, khi Văn Đế đến Tĩnh Châu, Tô Uy cùng Cao Quýnh được lệnh ở lại lưu thủ kinh đô.
Năm 592, con trai Tô Uy là Tô Quỳ cùng Quốc tử bác sĩ Hà Thỏa luận về chế độ âm nhạc trong cung, nhiều người khác trong cuộc thảo luận sợ uy quyền của ông nên hùa theo Tô Quỳ, phản đối ý kiến ở Hà Thỏa. Thỏa bèn tố cáo với Văn Đế rằng Tô Uy cùng Lư Khải, Tiết Đaoh Hành, Vương Hoằng, Lý Đồng,... kết bè đảng trong triều. Văn Đế sai Dương Tú và Ngu Khánh điều tra và trị tội, cuối cùng Văn Đế miễn quan tước của Tô Uy, đem tước Khai phủ giao cho người em.
Sang năm sau, Văn Đế hạ lệnh phục tước Bi Quốc công cho Tô Uy, lại phong làm Nạp ngôn. Khả Hãn Đô Lam của Đột Quyết thường xâm phạm biên cương, Văn Đế lệnh cho Tô Uy đến kết hòa ước. Đô Lam cũng dâng nhiều báu vật cho nhà Tùy. Khi trở về, Văn Đế xét công của ông, phong làm Đại tướng quân.
Năm 601, Văn Đế phong cho ông làm Thượng thư Hữu bộc xạ. Khi Văn Đế bị bệnh phải chuyển sang cung Nhân Thọ, ông được lệnh phụ chính cho thái tử Dương Quảng. Khi Văn Đế khỏi bệnh, có người tố cáo ông khi xử lý triều chính có nhiều chỗ vô lý, Văn Đế rất giận, trách mắng ông. Ông đến tạ lỗi, Văn Đế bèn tha cho. Sau Văn Đế lại có bệnh, thái tử Dương Quảng đến cung Nhân Thọ chăm sóc, cho ông lưu thủ kinh sư.

## Thời Dượng Đế
Năm 604, Văn Đế chết, Dượng Đế nối ngôi, phong cho Tô Uy làm Đại tướng quân. Năm 607, Cao Quýnh và Hạ Nhược Bật bị Dượng Đế ghét và giết chết, Tô Uy cũng bị liên lụy, bị miễn quan chức. Sang năm sau, ông được phong làm Thái thú Lỗ quận, sau đó Dượng Đế triệu ông về kinh tham dự chính quyền, sau bái làm Thái thường khanh.
Năm 609, ông đem quân công đánh Thổ Cốc Hồn, giành chiến thắng, được thăng làm Tả Quang lộc đại phu. Sang năm 610, ông lại được phong Nạp ngôn, cùng Tả Dực Vệ Đại tướng quân Vũ Văn Thuật, Hoàng Môn thị lang Bùi Củ, Ngự sử đại phu Bùi Uẩn, Nội sử thị lang Ngu Thế Cơ nắm quyền trong chính phủ, được gọi là Ngũ quý.
Sang năm 612, khi Văn Đế chinh phạt Cao Câu Ly, lại phong ông làm Tả Vũ Vệ đại tướng quân, Quang lộc đại phu, tước Ninh Lăng hầu, sau đó thăng làm Phòng quốc công. Lúc đó ông đã 70 tuổi, dâng biểu từ chối, Dượng Đế không nghe, lại phong ông làm Tham chưởng tuyển sự. Sau đó, ông cùng Dượng Đế xuất chinh Liêu Đông, được phong Hữu Ngự vệ đại tướng quân.
Khi quần hùng nổi dậy kháng Tùy, Tô Uy nhiều lần khuyên Dượng Đế tiết giảm lao dịch và chiến tranh để giảm bớt sự căm phẫn của dân, Dượng Đế không nghe.
Năm 615, Dượng Đế đến Nhạn Môn quan, bị Thủy Tất Khả hãn của Đột Quyết bao vây. Các đại thần khuyên Dượng Đế phá vòng vây thoát ra, Tô Uy can ngăn không nên khinh suất mạo hiểm, Dượng Đế đồng tình. Sau khi quân Đột Quyết giải vây rút về, Dượng Đế muốn đến Lạc Dương, Tô Uy can ngăn, khuyên Dượng Đế đến Trường An vì trong nước đã đại loạn, không nên tiếp tục tuần du nữa. Dượng Đế không nghe, vẫn đến Đông Đô.
Tháng 4 năm 616, Dượng Đế hỏi Vũ Văn Thuật về các cuộc khởi nghĩa trong nước, Thuật nói đã bị dẹp gần hết. Dượng Đế lại hỏi Tô Uy, Uy thành thực trả lời rằng triều Tùy đã rất nguy cấp và cảnh báo Dượng Đế. Dượng Đế nghe xong tức giận, giáng ông làm dân thường. Sau đó có người tố cáo ông có tư thông với Đột Quyết, Dượng Đế muốn giết. Ông tự biện hộ rằng mình phục vụ hai triều vua nhà Tùy hơn 30 năm mà hành vi còn làm vua nghi ngờ thì tội đáng chết vạn lần, Dượng Đế bèn tha không giết.

## Thời Đường
Năm 618, Vũ Văn Hóa Cập sát hại Dượng Đế ở Giang Đô, nhưng vẫn phong Tô Uy làm Quang lộc đại phu, Khai phủ nghi đồng tam ti. Năm sau, Hóa Cập bị Đậu Kiến Đức giết chết, ông lại đi theo Ngụy công Lý Mật ở Ngõa Cương. Sau khi Lý Mật bị Vương Thế Sung tiêu diệt, Tô Uy theo triều đình Lạc Dương hiện do Thế Sung cai quản. Hoàng Thái Chủ Dương Đồng phong ông làm Thượng trụ quốc, Bi quốc công. Không lâu sau Vương Thế Sung giết vua cướp ngôi, phong ông làm Thái sư. Tô Uy lấy lý do là đại thần của tiên triều (Tùy), tuổi cũng đã già, từ chối không nhận chức.
Năm 621, quân nhà Đường do Lý Thế Dân chỉ huy tiêu diệt Thế Sung. Tô Uy đã 80 tuổi, xin vào gặp Tần Vương, nhưng lấy lý do đã già, không bái lạy Tần Vương. Tần Vương tỏ ý khâm phục ông, sau đó đưa ông về Trường An. Ông lại xin được yết kiến Đường Cao Tổ, quy thuận triều Đường. Năm 623, ông chết ở phủ, hưởng thọ 82 tuổi.
Tô Uy có ba con trai: Tô Quỳ, Tô Đản và Tô Úc, trong đó con gái Tô Đản được gả làm thái tử phi của Lý Thừa Càn, con trai trưởng của Đường Thái Tông. Người cháu của Tô Đản về sau cũng được làm Tể tướng nhà Đường.